# USS Preston (DD-19)
USS Preston (DD–19) – amerykański niszczyciel typu Smith  będący w służbie United States Navy w czasie I wojny światowej. Nazwa okrętu pochodziła od Samuela Prestona.
Stępkę okrętu położono 28 kwietnia 1908 w stoczni New York Shipbuilding Company w Camden. Zwodowany został 14 lipca 1909, matką chrzestną była panna Katherine Magoun. Jednostka weszła do służby 21 grudnia 1909, pierwszym dowódcą został Lieutenant Commander G. C. Day.
"Preston" został przydzielony do Sił Niszczycieli (ang. Destroyer Force) Floty Atlantyku. Prowadził patrole i uczestniczył w różnych ćwiczeniach indywidualnych, eskadrowych i floty. Brał udział w patrolach neutralności przed wejściem Stanów Zjednoczonych do I wojny światowej. 6 kwietnia 1917 był w Nowym Jorku, skąd w ciągu tygodnia przeszedł do Bostonu i pełnił służbę patrolową do 12 maja. Wtedy przydzielony do Sił Niszczycieli pełnił służbę patrolową i eskortową przez kolejne dwa miesiące. W lipcu popłynął na wschód i pomiędzy 1 sierpnia i 5 października patrolował i eskortował jednostki w pobliżu Azorów. Następnie przeszedł do Brestu i pełnił podobną służbę w pobliżu francuskiego wybrzeża. Taka służba trwała do końca wojny. 11 grudnia 1918 odpłynął do Stanów Zjednoczonych i dotarł do Charleston 4 stycznia 1919.
Następnie przeszedł do Filadelfii. Został wycofany ze służby 17 lipca 1919, a jego nazwę skreślono z listy okrętów floty 15 września 1919. 21 listopada niszczyciel został sprzedany firmie T. A. Scott Company z New London i zezłomowany.

## Bibliografia

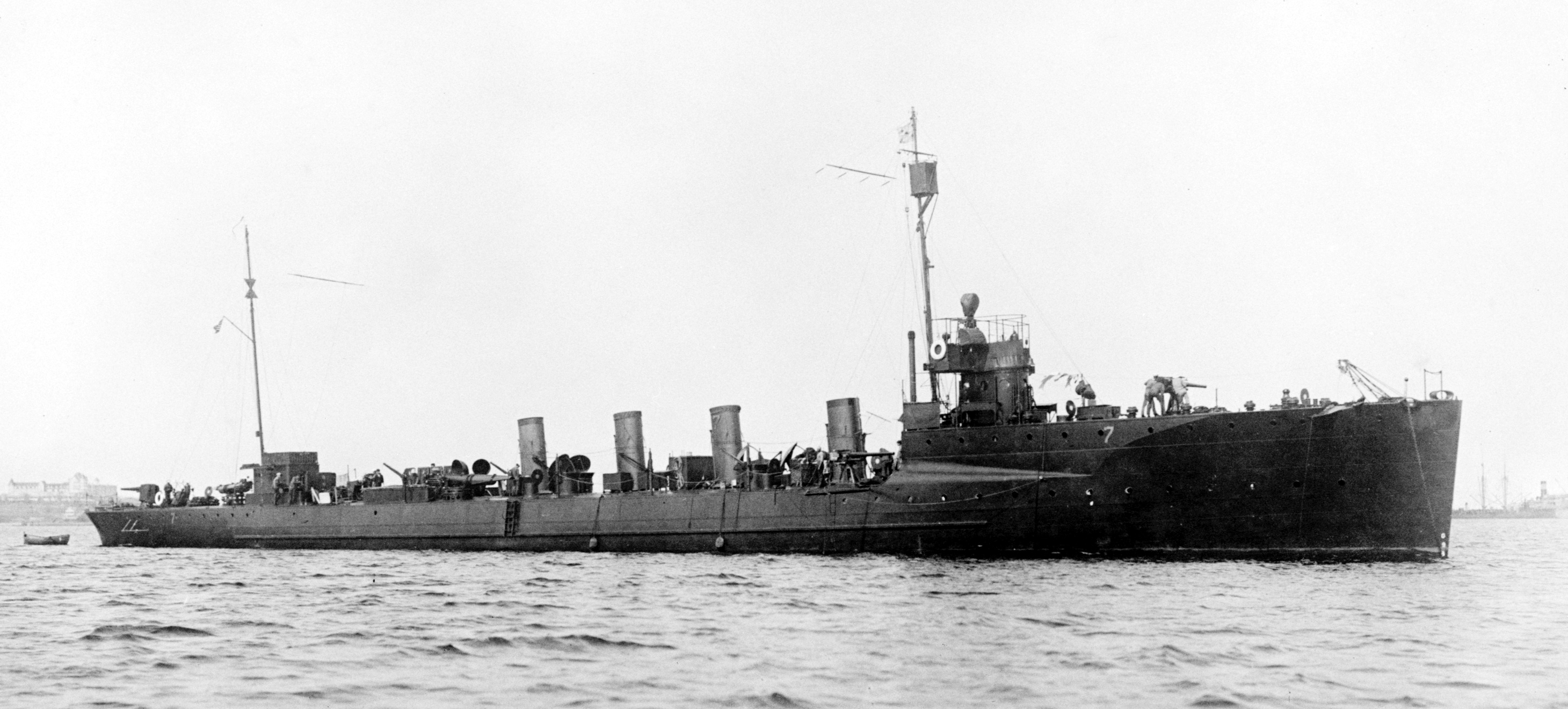
USS Preston niedługo po wejściu do służby